# آقای سرنوشت
آقای سرنوشت (به انگلیسی: Dante's Peak) فیلمی کمدی است محصول سال ۱۹۹۰ و به کارگردانی جیمز اورر است. در این فیلم بازیگرانی همچون جیم بلوشی، لیندا همیلتون، جان لوویتز، هارت بوچنر، مایکل کین، رنه روسو، جی او. ساندرس، مائوری چایکین و کورتنی کاکس ایفای نقش کرده‌اند.